# 南溫莎 (康乃狄克州)
南溫莎（英語：South Windsor）是一個位於美國康乃狄克州哈特福縣的城鎮。

## 地理
南溫莎的座標為41°49′56″N 72°34′11″W / 41.83222°N 72.56972°W，而該地的平均海拔高度為22米（即72英尺）。

## 人口
根據2010年美國人口普查的數據，南溫莎的面積為74.30平方千米，當中陸地面積為72.70平方千米，而水域面積為1.60平方千米。當地共有人口25,709人，而人口密度為每平方千米346人。